# Parley
Parley és un programa de memorització desenvolupat per KDE i que forma part del seu projecte educatiu Kdeedu. Anteriorment era conegut com a KVocTrain, fins que va ser reanomenat en el llançament del KDE 4.
Encara que originalment va ser concebut per a l'aprenentatge d'idiomes pot ser usat per a la memorització d'una gran diversitat de temes. Parley permet a l'usuari crear diferents tipus de proves perquè l'ajudin. Els usuaris poden compartir i descarregar les llistes de vocabularis. Utilitza el format de fitxers XML que és suportat per KWordQuiz, Kanagram i KHangMan i que es pot compartir fàcilment.

## Característiques
- Té diferents tipus d'exercicis: Barreja de lletres, Opció múltiple, Proves escrites, Exemples, Formació d'articles, Comparació de formes, Conjugació, sinònims, antònims.
- Ràpid sistema de proves amb totes les opcions en un quadre de diàleg.
- Suport per a més de dos idiomes.
- Cerca de paraules.
- Gestió de la sessió.
- Comparteix i descàrrega vocabulari.